# Валя-Дадей
Валя-Дадей (рум. Valea Dadei) — село у повіті Димбовіца в Румунії. Входить до складу комуни Хулубешть.
Село розташоване на відстані 78 км на північний захід від Бухареста, 18 км на південний захід від Тирговіште, 128 км на північний схід від Крайови, 95 км на південь від Брашова.

## Населення
За даними перепису населення 2002 року у селі проживали 73 особи, усі — румуни. Усі жителі села рідною мовою назвали румунську.